# IPhone 6
L'iPhone 6 és un telèfon intel·ligent de gamma alta, que pertany a Apple, presentat per Tim Cook durant el Keynote el 9 de setembre de 2014 com el successor de l'iPhone 5S, juntament amb l'iPhone 6 Plus i el nou rellotge intel·ligent, Apple Watch.

## Especificacions

### Maquinari
El disseny de l'iPhone 6 té influència de l'iPad Air, amb una pantalla retina HD Multi-Touch panoràmica de 4,7 polzades (en diagonal) retroiluminada per LED amb tecnologia IPS. 1334 per 750 píxels a 326 p/p. Contrast de 1400: 1. Brillantor màxim de 500 cd/m2. sRGB complet. Píxels de doble domini per a un angle de visió més ampli. Coberta oleófuga repela empremtes a la part davantera. Compatible amb la presentació simultània de múltiples idiomes i grups de caràcters. Zoom de pantalla.
Posseeix la nova càmera iSight de 8 megapíxels amb píxels de 1,5μ. Té enfocament automàtic amb Focus Píxels. Té una obertura de f/2,2. Pot fer fotos panoràmiques de fins a 43 megapíxels. També té detecció facial, HDR automàtic, Mode ràfega, temporitzador i geoetiquetatge de fotos. Enregistrament de vídeo en 1080p HD (a 30 0 60 f/s), vídeo a Càmera lenta (a 120 0240 f/s) i, a més, disposa d'autofocus continu durant la gravació que no existeix en els models anteriors. També pot fer Time lapse. Permet fer fotos mentre grava vídeo. Cambra FaceTime: Fotos d'1,2 megapíxels (1280 per 960) amb una obertura de f/2,2, grava vídeo en 720p HD i té HDR automàtic per a fotos i vídeo. Les videotrucades amb FaceTime són via Wi-Fi o xarxa mòbil a qualsevol dispositiu amb FaceTime.
Formats d'àudio compatibles: AAC (de 8 a 320 kb/s), ACC protegit del ITunes Store, HE-AAC, MP3, MP3 VBR, Audible, Apple lossless, ALFF i WAV.
També compta amb Touch ID, un sensor d'identitat per empremta dactilar integrat al botó d'inici, amb el qual es pot desbloquejar l'iPhone, en comptes d'ingressar la contrasenya a l'App store i en ITunes Store. Es pot usar l'empremta digital per confirmar compres amb el recentment anunciat nou sistema de pagaments Apple Pay amb el qual es pot confirmar una compra i s'ha d'usar l'empremta digital.
El seu nou processador és el A8 amb arquitectura de 64 bit si té un co-processador M8. L'iPhone 6 té 3 versions d'emmagatzematge diferents, pot ser adquirit amb 16GB, 64GB i 128GB.
L'iPhone 6 mesura d'alt 13,81 cm, d'amplada mesura 6,7 cm i el seu gruix és de 0,69 cm. El seu pes és de 129 grams. Té 3 versions d'acabat, està disponible en plata, or i gris espacial.
Té una bateria recarregable integrada de ions de liti, la qual pot ser carregada per connexió USB amb un ordinador o adaptador de corrent.
- Temps de conversa: fins a 14 hores en 3G
- Temps en espera: fins a 250 hores
- Ús d'Internet: fins a 10 hores en 3G; fins a 10 hores de LTE; fins a 11 hores en Wi-Fi
- Reproducció de vídeo: Fins a 11 hores
- Reproducció d'àudio: fins a 50 hores

### Programari
Igual que els altres models d'iPhone que utilitzen iOS, aquest compta amb una nova versió, l'iOS 8, en què tindrà diverses millores i modificacions per adaptar-se a la nova pantalla i tenir millor rendiment, en aplicacions ara mostren més informació aprofitant l'espai i ara opten per utilitzar la rotació de la pantalla molt similar a les iPad i diferents aplicacions seran millorades.

## Cronologia dels models
Fonts: Biblioteca comunicat de premsa d'Apple